# Polygala brevialata
Polygala brevialata är en jungfrulinsväxtart som beskrevs av Chod.. Polygala brevialata ingår i släktet jungfrulinssläktet, och familjen jungfrulinsväxter. Inga underarter finns listade i Catalogue of Life.